# Laterza
Laterza is een gemeente in de Italiaanse provincie Tarente (regio Apulië) en telt 15.290 inwoners (31-12-2015). De oppervlakte bedraagt 159,7 km², de bevolkingsdichtheid is 94 inwoners per km².

## Demografie
Laterza telt ongeveer 5042 huishoudens. Het aantal inwoners steeg in de periode 1991-2001 met 3,4% volgens cijfers uit de tienjaarlijkse volkstellingen van ISTAT.
| Jaar | Inwoneraantal |
| ---- | ------------- |
| 1991 | 14.505        |
| 2001 | 14.996        |

## Geografie
De gemeente ligt op ongeveer 162 m boven zeeniveau.
Laterza grenst aan de volgende gemeenten: Castellaneta, Ginosa, (BA), Santeramo in Colle (BA), Matera (MT).